# Quo usque tandem; vrij blad tot weerlegging van de leugen
Quo usque tandem; vrij blad tot weerlegging van de leugen was een verzetsblad uit de Tweede Wereldoorlog, dat vanaf 28 oktober 1940 werd uitgegeven. Het blad verscheen 1 maal per 14 dagen in een oplage van 4 exemplaren. Het werd getypt en de inhoud bestond voornamelijk uit binnenlandse berichten. Het was bedoeld als manifestatie van de onderlinge band tussen de Nederlanders. De uitgevers verzonden vier exemplaren, met het verzoek ze als een sneeuwbal te vermenigvuldigen.
De titel betekent "hoelang nog?" en is ontleend aan de eerste Catilinarische redevoering. van Cicero.